# Synhalcurias elegans
Espèce
Synhalcurias elegans est une espèce de la famille des Actinernidae.

## Systématique
Le nom valide complet (avec auteur) de ce taxon est Synhalcurias elegans (Wassilieff, 1908).
L'espèce a été initialement classée dans le genre Ilyanthopsis sous le protonyme Ilyanthopsis elegans Wassilieff, 1908.
Synhalcurias elegans a pour synonyme :
- Ilyanthopsis elegans Wassilieff, 1908

## Publication originale
- Wassilieff, A. (1908). Japanische Actinien. Abhandlungen des Mathematischen-Physikalischen Institutes der Kaiserlichen Bayerischen Akademie der Wissenschaften, Suppl. 1(2): 1-49